# Darcythompsonia neglecta
Darcythompsonia neglecta is een eenoogkreeftjessoort uit de familie van de Darcythompsoniidae. De wetenschappelijke naam van de soort is voor het eerst geldig gepubliceerd in 1953 door Redeke.